# Iaia Forte
Iaia Forte, née le 16 mars 1962 à Naples dans la région de la Campanie en Italie, est une actrice italienne ayant principalement joué pour le cinéma et le théâtre.

## Biographie
Diplômée du Centro sperimentale di cinematografia, elle débute par le théâtre ou elle joue pour Carlo Cecchi, Mario Martone ou Luca Ronconi. En parallèle, elle obtient plusieurs petits rôles au cinéma. Elle décroche son premier rôle d'importance dans le film Libera de Pappi Corsicato. Elle se révèle dans Luna e l'altra de Maurizio Nichetti grâce auquel elle remporte le Ciak d'or, le Globe d'or et le Ruban d'argent de la meilleure actrice en 1997. Depuis, elle alterne entre le cinéma et le théâtre en Italie.

## Filmographie

### Au cinéma
- 1986 : Il burbero de Franco Castellano et Giuseppe Moccia
- 1986 : Separati in casa de Riccardo Pazzaglia
- 1986 : Grandi magazzini de Franco Castellano et Giuseppe Moccia
- 1989 : Nulla ci può fermare d'Antonello Grimaldi
- 1989 : Stradivari de Giacomo Battiato
- 1989 : 'O re de Luigi Magni
- 1991 : Ladri di futuro d'Enzo De Caro
- 1992 : Baby gang de Salvatore Piscicelli
- 1993 : Libera de Pappi Corsicato : Aurora/Italia/Libera
- 1993 : Rasoi de Mario Martone : La sœur
- 1994 : Piccoli orrori de Tonino De Bernardi
- 1995 : I buchi neri de Pappi Corsicato : Angela
- 1995 : Hotel paura de Renato De Maria : Liliana
- 1996 : Luna e l'altra de Maurizio Nichetti : Luna di Capua
- 1996 : Il cielo è sempre più blu d'Antonello Grimaldi
- 1996 : Nitrate d'argent (Nitrato d'argento) de Marco Ferreri
- 1996 : La veneri di Willendorf d'Elisabetta Lodoli
- 1998 : Théâtre de guerre (Teatro di guerra) de Mario Martone : Luisella Cielo
- 1998 : Abbiamo solo fatto l'amore de Fulvio Ottaviano : Torrenzia
- 1999 : Appassionate de Tonino De Bernardi
- 1999 : Oltremare - Non è l'America de Nello Correale
- 2000 : La vita altrui de Michelle Sordillo
- 2001 : Chimera de Pappi Corsicato : Emma
- 2001 : Tre mogli de Marco Risi : Bianca
- 2002 : Bimba - È clonata una stella de Sabina Guzzanti
- 2002 : Paz! de Renato De Maria : Miss Corona
- 2002 : Elles (Lei) de Tonino De Bernardi
- 2006 : Transe de Teresa Villaverde
- 2007 : Notturno bus de Davide Marengo : Micia
- 2008 : Il seme della discordia de Pappi Corsicato
- 2008 : No problem de Vincenzo Salemme : Barbara
- 2009 : Tris di donne e abiti nuziali de Vincenzo Terracciano
- 2009 : La bella gente (Les Gens Biens) d'Ivano De Matteo : Paola
- 2011 : Notizie degli scavi d'Emidio Greco : La signora
- 2011 : Se sei così, ti dico sì d'Eugenio Cappuccio : Marta
- 2012 : Il volto di un'altra de Pappi Corsicato
- 2013 : La grande bellezza de Paolo Sorrentino : Trumeau
- 2013 : Miele de Valeria Golino : Clelia

### À la télévision

#### Séries télévisées
- 2004 : Amanti e segreti (en) de Gianni Lepre
- 2011 : Baciati dall'amore (it) de Claudio Norza

## Distinctions
- Globe d'or de la meilleure actrice : 1997 : Luna e l'altra
- Ruban d'argent de la meilleure actrice : 1997 : Luna e l'altra
- Ciak d'or : 1997 : Luna e l'altra